# Uibaí
Uibaí là một đô thị thuộc bang Bahia, Brasil. Đô thị này có diện tích 515,662 km², dân số năm 2007 là 13809 người, mật độ 26,8 người/km².